# Декалог 2
«Декало́г 2» (пол. Dekalog, dwa) — второй телефильм из десятисерийного цикла «Декалог», снятого польским кинорежиссёром Кшиштофом Кесьлёвским. Фильм вышел на экраны 11 мая 1990 года.
Сюжет фильма связывают с третьей из десяти заповедей — «Не произноси имени Господа, Бога твоего, напрасно», — хотя связь с библейским законом здесь менее заметна, чем в остальных девяти частях.

## Сюжет
Действие происходит в том же многоквартирном доме, что и в первой части цикла. Пожилой главврач больницы живёт один, занимаясь разведением комнатных растений и ухаживая за аквариумными рыбками и канарейкой. К нему приходит женщина, которая убирает квартиру, и он рассказывает ей фрагменты воспоминаний о своей жизни (из его рассказов следует, что во время войны вся его семья была убита при бомбёжке). Однажды к врачу приходит соседка по дому, скрипачка Дорота Геллер, которая когда-то сбила на машине пса доктора. Она спрашивает доктора о состоянии здоровья своего мужа Анджея, который тяжело болен и находится в больнице, где работает доктор. Тот советует ей прийти в больницу в часы посещений, однако затем приглашает её к себе на приём в тот же день.
В больнице Дорота заходит в палату к мужу, который спит. Она оставляет ему и его соседу по палате банку варенья. Доктор смотрит медицинскую карту больного и говорит, что не может дать прогноз: положение дел Анджея тяжёлое, но бывали и пациенты, которые выживали и будучи в худшем состоянии. Позже, когда доктор выходит из больницы, Дорота преследует его на машине, а затем вечером снова заходит к нему домой. Она признаётся, что полюбила другого человека и уже три месяца беременна от него. Своего мужа она также продолжает любить, но ей нужно знать прогноз его состояния: если он умрёт, она оставит ребёнка, но если выживет, то избавится от него. Доктор не даёт её окончательного ответа, и на следующий день Дорота записывается на совершение аборта через два дня. Во время очередного посещения мужа она видит, что из палаты вывозят труп, но понимает, что это его умерший сосед.
Утром в день аборта Дорота сообщает доктору, что тот может не беспокоиться, потому что она через час избавится от ребёнка. Доктор отвечает на это, что аборт делать не нужно, потому что у Анджея отрицательная динамика и он точно умрёт. Дорота заставляет его поклясться в этом. Анджей, открыв глаза в палате, наблюдает за тем, как муха, попавшая в стакан с разведённым водой вареньем, с трудом выбирается по ложке наружу.
Проходит некоторое время. Ночью в кабинет доктора заходит чуть окрепший Анджей, который благодарит доктора за то, что он выжил, и теперь у них с женой будет ребёнок. На вопрос Анджея, знает ли доктор, какое это счастье иметь детей, доктор отвечает «да».

## В ролях
- Кристина Янда — Дорота Геллер
- Александер Бардини — доктор
- Ольгерд Лукашевич — Анджей Геллер
- Артур Барцись — лаборант

## Критика
Роберт Биркгольц пишет о том, что этическая проблема, представленная в фильме, «не может быть однозначно связана со второй заповедью». Само библейское предписание может быть обращено к Дороте, которая «пытается возложить ответственность на „высший авторитет“, то есть на главврача, и заставляет его вынести „приговор“ её мужу». С другой стороны, заповедь можно отнести и к самому врачу, который «клянётся, что его пациент умрёт, не зная, как будет развиваться болезнь».
Славой Жижек в книге «Киногид извращенца» говорит о связи между первым и вторым фильмами цикла: если в первой части «ребёнок внезапно погибает», то во второй — «внезапно остаётся жив (то есть рождается)»; причина в обоих случаях — «чудесный разрыв порядка причинно-следственных связей: неожиданно тает лёд, неожиданно выживает больной раком муж». Автор также отмечает, что в «Декалоге 2», где «доктор лжет беременной женщине, чтобы предотвратить аборт», «ложь прославляется как инструмент спасения, предотвращающий смертный грех и вновь соединяющий пару».

## Влияние
В 2009 году вышел индийский фильм (на языке бенгали) «Двандо», сюжет которого основан на «Декалоге 2».